# Apogonia immanis
Apogonia immanis är en skalbaggsart som beskrevs av Kobayashi 2007. Apogonia immanis ingår i släktet Apogonia och familjen Melolonthidae. Inga underarter finns listade i Catalogue of Life.